# Ánir
Ánir (ˈɔanɪɹ) (od roku 2012 Ánirnar, (ˈɔanɪɹnaɹ), duń. Åerne) – wioska, leżąca na zachodnim wybrzeżu wyspy Borðoy, na Wyspach Owczych, licząca 57 stałych mieszkańców (I 2015 r.).

## Krótki opis
Ánir zostało założone w roku 1840, a dostać się tam łatwo można za pomocą tunelu wiodącego z Árnafjørður.

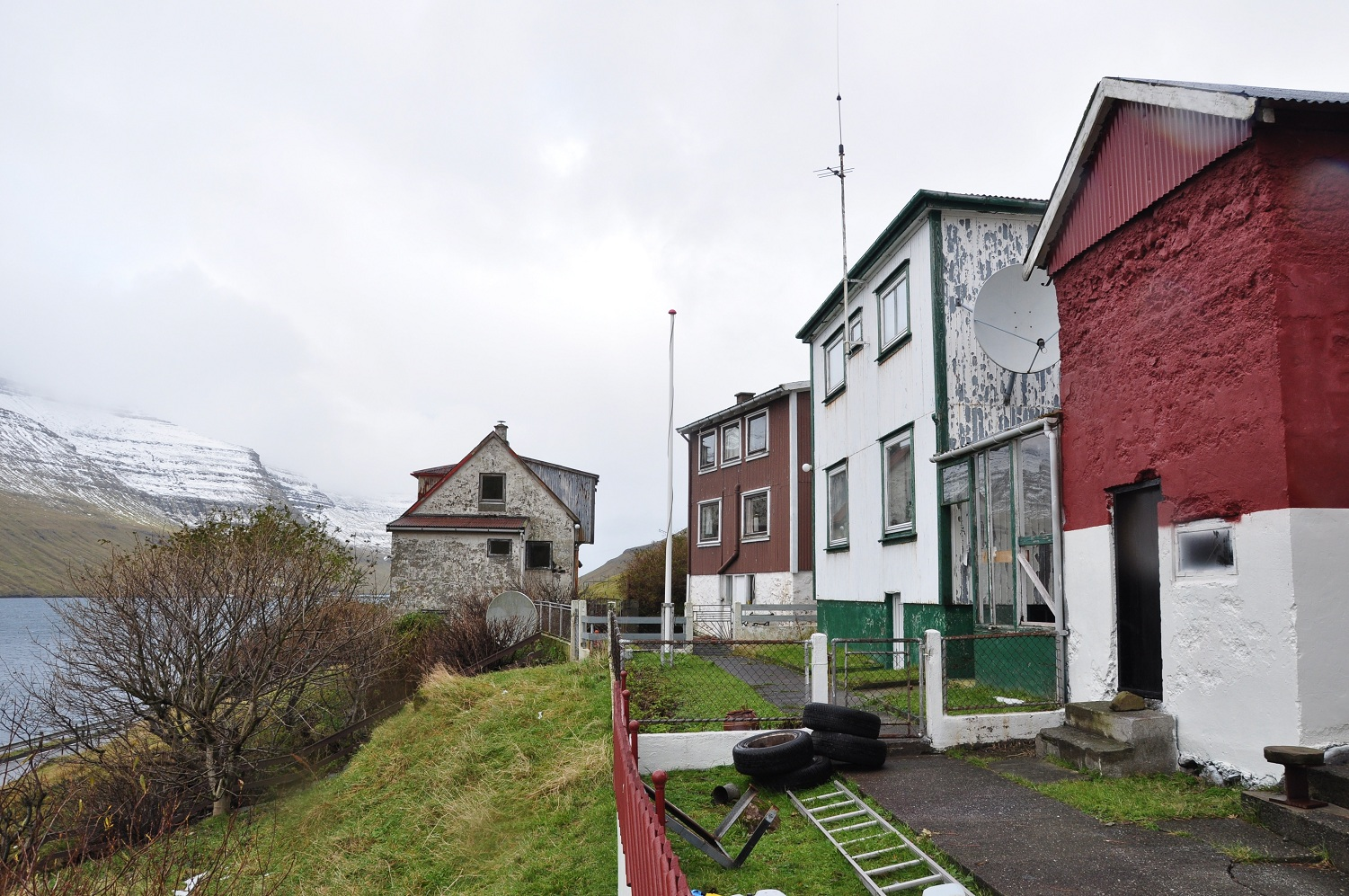
Zabudowania Ánir

## Demografia
Do 2. połowy lat 90. XX wieku liczba ich stale spadała, bowiem przenoszą się oni do większego osiedla, Klaksvík. W latach 1997–1998 mieszkało tam jedynie siedmioro ludzi. W latach 2010–2013 zbudowano tam kilkanaście nowych domów, a liczba mieszkańców wzrosła do 60. Według danych Urzędu Statystycznego obecnie (I 2015 r.) jest 69. co do wielkości miejscowością Wysp Owczych.